# Магнетик бэнд
«Магнетик бэнд» (эст. Magnetic Band) — советская (эстонская) рок-группа, получившая известность в СССР в начале 1980-х. Группа завоевала известность благодаря выступлению на фестивале «Весенние ритмы. Тбилиси-80».

## История

### Магнетик бэнд
Группа была создана солистом и ударником Гуннаром Грапсом в декабре 1976 года и первоначально ориентировалась на джаз-рок. В состав группы также вошли Хейни Вайкмаа (гитара), Сулев Куузик (гитара, вокал), Мариус Сагади (бас-гитара) и Мати Валдар (саксофон).
В 1978 году группа начинает играть музыку в стиле ритм-н-блюз и выпускает одноимённый миньон, состоящий из двух песен — «Трубадур на магистрали» (с которой потом выступит на фестивале «Весенние ритмы. Тбилиси-80») и «Дела торговые». В 1980 году Вайкмаа был призван на службу в армию и на его место взяли гитариста Невила Блумберга, с которым они и выступили на «Весенних ритмах». Группа разделила первое место с «Машиной времени», а песни «Трубадур на магистрали» и «Леди Блюз» были включены в вышедший после фестиваля двойной альбом.
В 1981 году Невила Блумберга сменяет Айвар Оя (впоследствии — Мюзик Сейф). Вместо Грапса на ударных начал играть Яак Ахелик (впоследствии — Мюзик Сейф и Ultima Thule), уже чуть позже — Мати Амос, а на бас-гитаре вместо Сагади — Александр Сырцов.
В 1982 году группа записывает полноценный альбом «Roosid Papale» (Розы для папы), состоящий из фонограмм разных лет. Кроме джаз-рока и ритм-н-блюза, в альбоме было много композиций в стилях рок-н-ролл и блюз, а также были первые шаги в исполнении тяжёлого рока.
Летом 1983 года в очередной раз меняется состав коллектива — Айвар Оя уходит в «Мюзик Сейф», его сменяет Вячеслав Кобрин, ранее игравший с группой «Рок-Сентябрь». С приходом Кобрина «Магнетик бэнд» ориентируется на тяжёлый рок. В конце года в группе опять происходят перемены — ударником становится Рейн Салме, а бас-гитаристом — Хейки Тарка.
В декабре 1983 года во время концерта в Киеве разразился грандиозный скандал, в результате чего группу уволили из Таллинской филармонии и запретили гастролировать по СССР. Но состав коллектива оказался устойчивым, и с января по август 1984 года группа продолжает работать и выступает на рок-фестивале в Тарту под новым названием — Группа Гуннара Грапса. С этим названием группа вернулась в филармонию.

### Группа Гуннара Грапса
Группа Гуннара Грапса (эст. Gunnar Grapsi Grupp, GGG) представляла собой реинкарнацию «Магнетик бэнд» в новом названии и звучании и в новых «старых» лицах. Элементы блюза стали исчезать из музыки группы, их заменили элементы тяжёлого рока. Это стало причиной ухода из группы Вячеслава Кобрина (впоследствии — «Кобрин блюз бэнд» и «Ultima Thule») и Мати Валдару. В 1986 г. состоялось выступление на фестивале «Литуаника-86».
В 1987 году в группе окончательно поменялся состав. Теперь в группу входили Гуннар Грапс (вокал), Юрий Стиханов (экс-«Форвард», «Форум», впоследствии — «Август»; гитара), Андрес Аак (гитара), Юри Рооза (бас-гитара) и Тийт Альтосаар (ударные). Группа стала чаще появляться в Москве и других крупных городах СССР; в декабре группа выступила на фестивале «Рок-панорама-87». Также в 1987 году группа участвовала в магаданском фестивале «Утро Родины», на котором исполнила песню «Valgus». Эстонский телеканал ETV показал видеоряд с фестиваля после смерти Грапса.
В 1988 году группа выпустила свой единственный альбом Pōlemine (Горение). Также была подготовлена и англоязычная версия альбома, которой так и не суждено было выйти в свет.
В период с 1989 года по 1991 год группа не гастролировала из-за эмиграции Грапса в США и ухода Стиханова. После распада СССР Грапс вернулся домой, но группа редко выезжала за пределы Эстонии.

## Дискография

### Альбомы группы «Магнетик бэнд» (1978—1984)
| - 1978 — Magnetic Band - Trubaduur Magistraalil (Трубадур на магистрали) - Äriasjad (Дела торговые) | - 1982 — Roosid Papale - Rahatuvi (Алчный голубь) - Meie Teisikud (Наши двойники) - Odüsseuse Eksirännakud (Приключения Одиссея) - Lady Blues (Леди Блюз) - Leidmine (Находка) - Varsti (Скоро) - Sügisōhtu Blues (Осенний блюз) - Roosid Papale (Розы для папы) - Lillekimp Imet Teed Ehk Vanaemad On Unustanud Muinasjutud (Цветок на счастье, или Бабушки забыли сказки) - Doktor Noormann (Доктор Ноорман) - Kohtumine (Встреча) |

### Альбомы Группы Гуннара Грапса (1984—1991)
| - 1988 — Pōlemine - Kaob Kōik (Всё проходит) - Kuningas (Король) - Valgus (Странный свет) - Trepist Üles (Вверх по лестнице) - Sügise süü (Осенний день) - Mosaiik (Мозаика) - Raudmees (Железный человек) - Igavene Päev (Вечный день) - Pōlemine (Горение) |

## Состав группы
Первый состав (1976—1979):
- Гуннар Грапс — вокал, перкуссия, барабаны
- Хейни Вайкмаа — гитара
- Сулев Куузик — гитара, вокал
- Мариус Сагади — бас-гитара
- Мати Валдар — саксофон

Второй состав (1980—1981):
- Невил Блумберг — гитара
- Айвар Оя — бас-гитара
- Мати Амос — гитара
- Сагади — Александр Сырцов — бас-гитара

## Фильмография
- Не будь этой девчонки... (Рижская киностудия, 1981) — джаз-бэнд